# Пономарёво (Ленинградская область)
Пономарёво — деревня в Доможировском сельском поселении Лодейнопольского района Ленинградской области.

## История
Деревня Пономарева упоминается на карте Санкт-Петербургской губернии Ф. Ф. Шуберта 1834 года.

ПОНОМАРЕВО — деревня принадлежит Казённому ведомству, число жителей по ревизии: 42 м. п., 57 ж. п. (1838 год)

ПОНОМАРЕВА — деревня Ведомства государственного имущества, по просёлочной дороге, число дворов — 18, число душ — 53 м. п. (1856 год)

ПОНОМАРЕВО (ЗАКОРЬЕ) — деревня казённая при реке Ояте, число дворов — 19, число жителей: 57 м. п., 55 ж. п.; Сельское училище. Волостное правление. (1862 год)

Согласно военно-топографической карте Санкт-Петербургской и Новгородской губерний 1863 года деревня называлась Пономарёва.
Сборник Центрального статистического комитета описывал её так:

ПОНОМАРЕВА — деревня бывшая государственная при реке Ояти, дворов — 20, жителей — 85; волостное правление, школа, лавка. (1885 год)

В конце XIX — начале XX века деревня административно относилась к Доможировской волости 3-го стана Новоладожского уезда Санкт-Петербургской губернии.
По данным «Памятной книжки Санкт-Петербургской губернии» за 1905 год в Фоминское сельское общество входило село Пономарёво.
С 1917 по 1919 год деревня входила в состав Доможировского сельсовета Новоладожского уезда.
С 1919 года в составе Фоминского сельсовета Пашской волости Волховского уезда.
С 1924 года в составе Доможировского сельсовета.

ПОНОМАРЁВО — деревня, крестьянских дворов — 18, прочих — 15. Население: мужчин — 44, женщин — 54. (1926 год)

С 1927 года в составе Пашского района. В 1927 году население деревни составляло 100 человек.
По данным 1933 года деревня Пономарёво входила в состав Доможировского сельсовета Пашского района.

Деревня Пономарёво на карте РККА 1940 года

На карте РККА 1940 года деревня Пономарёво обозначена как безымянный населённый пункт к юго-востоку от деревни Фомино. В деревне находилась церковь.
На 1 января 1950 года в деревне числилось 23 хозяйства и 72 жителя.
С 1955 года в составе Новоладожского района.
В 1958 году население деревни составляло 71 человек.
С 1963 года в составе Волховского района.
По данным 1966 и 1973 годов деревня Пономарёво также входила в состав Доможировского сельсовета Волховского района.
По данным 1990 годов деревня Пономарёво входила в состав Доможировского сельсовета Лодейнопольского района.
В 1997 году в деревне Пономарёво Доможировской волости проживали 17 человек, в 2002 году — 33 человека (все русские).
С 1 января 2006 года в составе Вахновакарского сельского поселения.
В 2007 году в деревне Пономарёво Вахновокарского СП проживали 25 человек, в 2010 году — 23.
С 2012 года в составе Доможировского сельского поселения.

## География
Деревня расположена в западной части района к северу от автодороги Р21 (E 105) «Кола» (Санкт-Петербург — Петрозаводск — Мурманск).
Расстояние до административного центра поселения — 1 км.
Расстояние до ближайшей железнодорожной станции Оять-Волховстроевский — 4,5 км.
Деревня находится на левом берегу реки Оять.

## Демография
| 1838 | 1862 | 1885 | 1926 | 1950 | 1997 | 2007 |
| ---- | ---- | ---- | ---- | ---- | ---- | ---- |
| 99   | ↗112 | ↘85  | ↗98  | ↘72  | ↘17  | ↗25  |
| 2010 | 2014 | 2017 |      |      |      |      |
| ↘23  | ↘22  | ↗23  |      |      |      |      |

### Национальный состав
Согласно данным Всероссийской переписи населения 2021 года в деревне проживали 27 человек, все русские.

## Инфраструктура
По данным администрации Доможировского сельского поселения:
- на 1 января 2014 года в деревне было зарегистрировано 8 домохозяйств и 29 жителей[25].
- на 1 января 2021 года в деревне было зарегистрировано 8 домохозяйств и 23 жителя[26].

## Достопримечательности
- Церковь Николая Чудотворца, 1799 года постройки, деревянная, недействующая, частично восстановлена[27].
- Церковь Смоленской иконы Божией Матери, 1826 года постройки, каменная, недействующая, частично восстановлена[28].

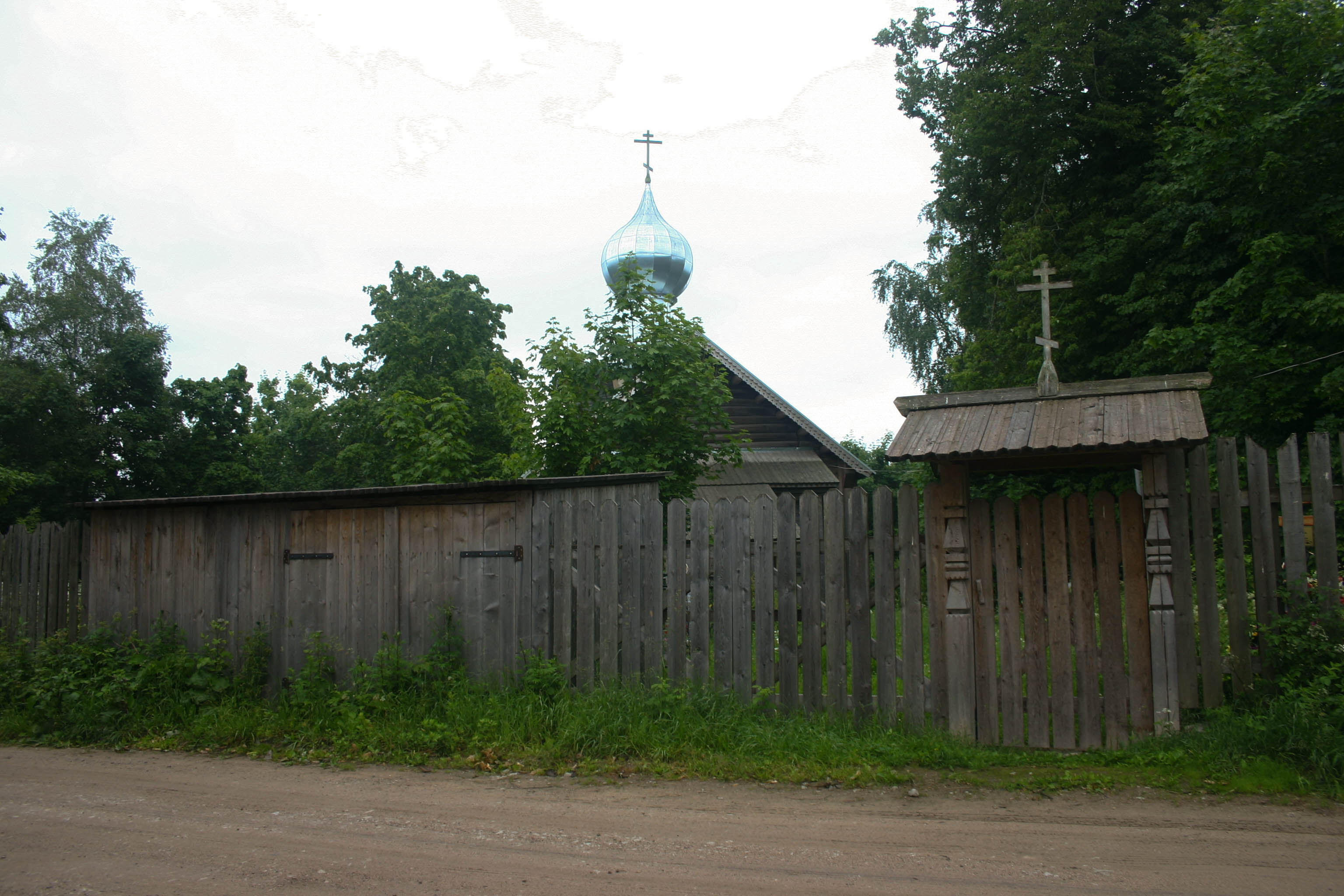
Никольский погост
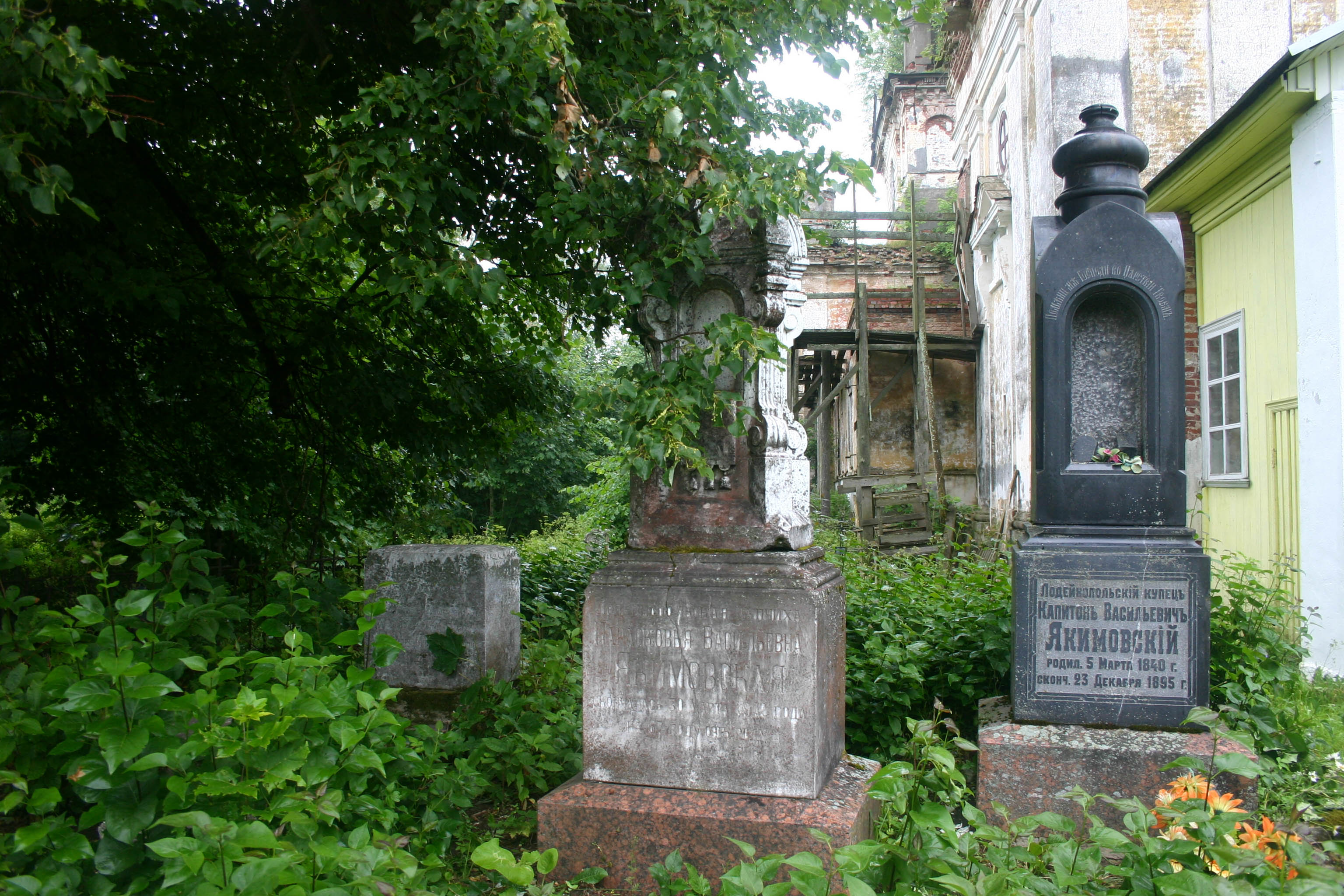
Никольский погост
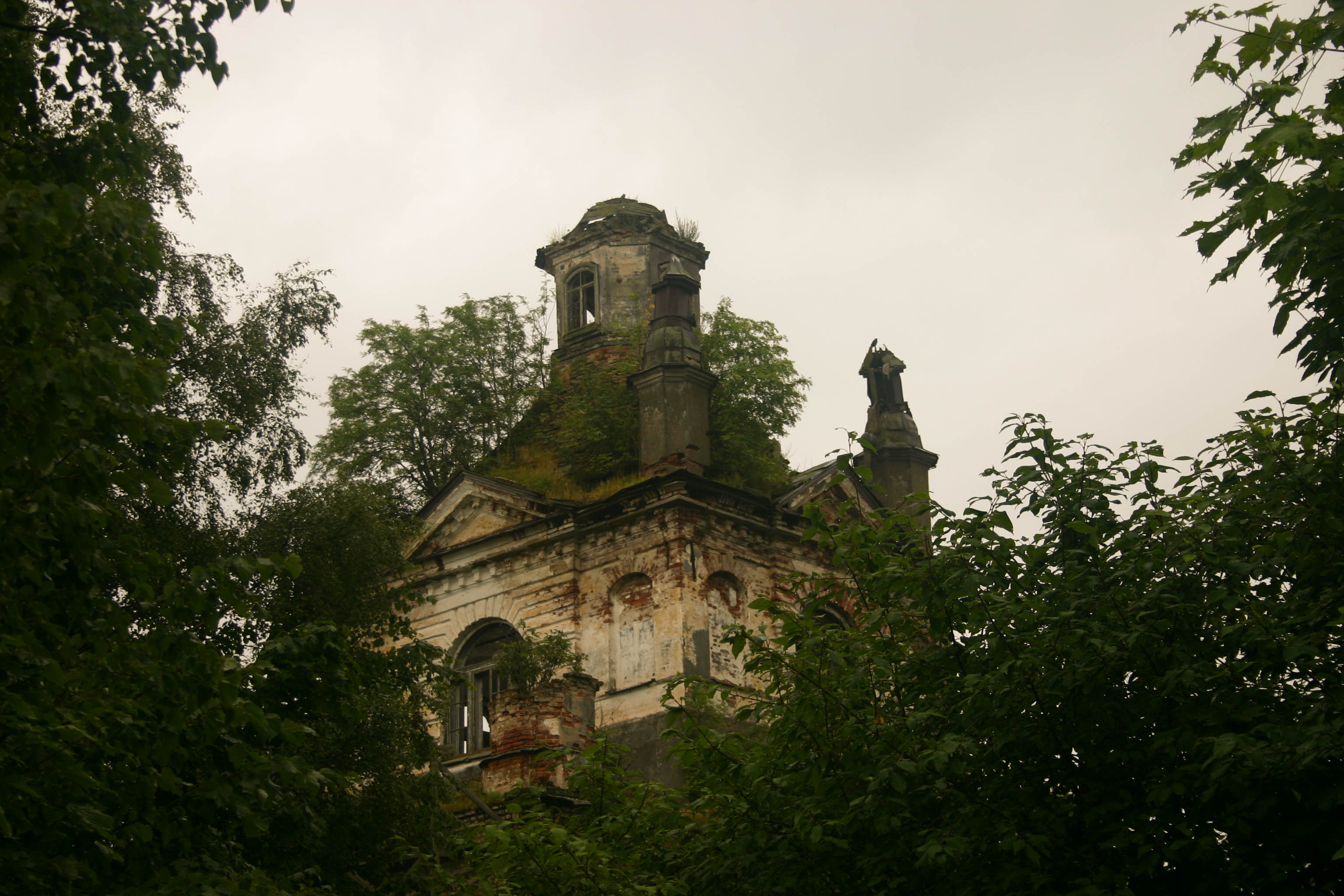
Церковь Смоленской иконы Божией Матери
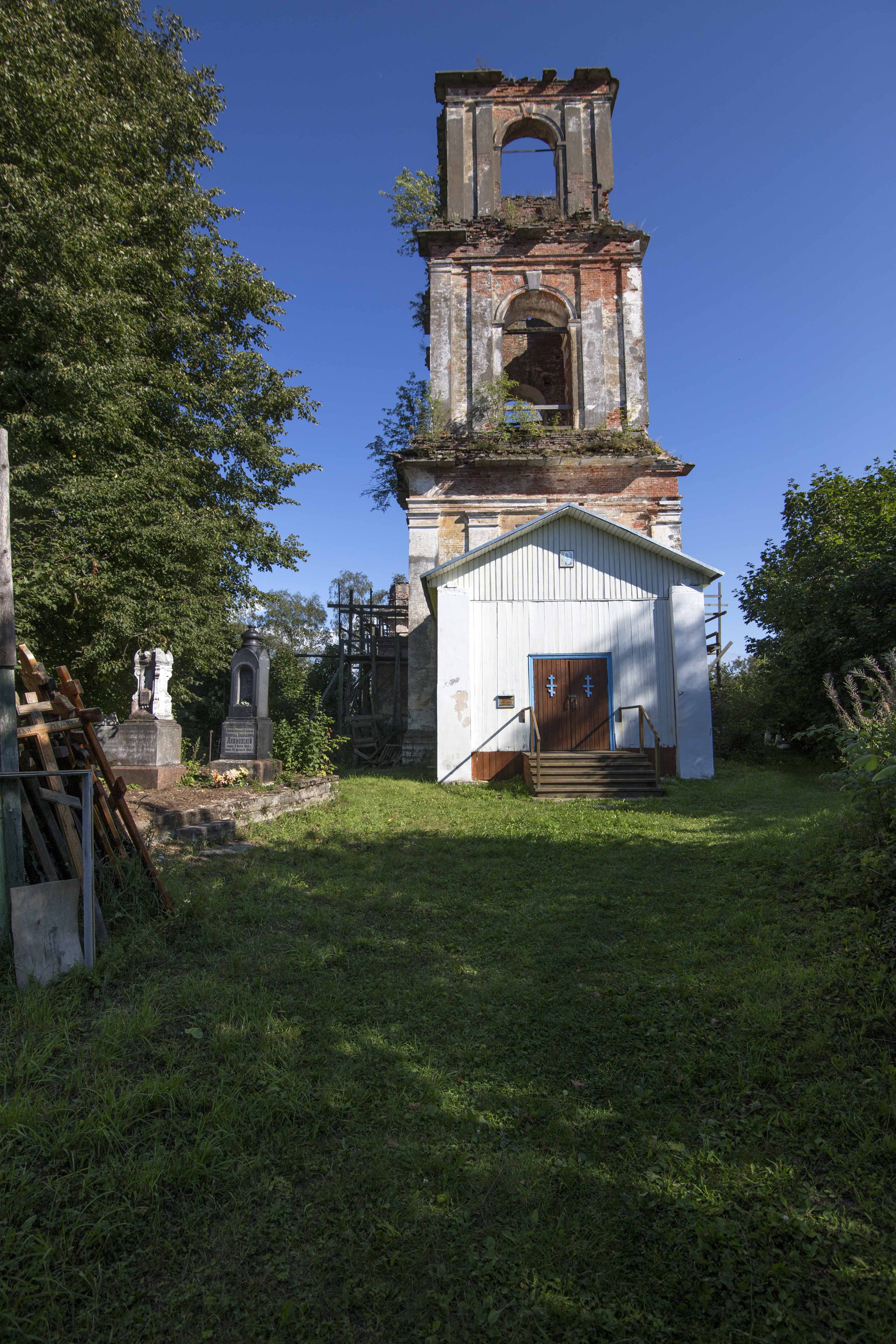
Церковь Смоленской иконы Божией Матери